# Hugues de Montcornet
Hugues de Montcornet (vers 1160 - 1240).
Seigneur de Montcornet, il épouse Béatrice de Reynel, fille du comte Thibaut puis Yolande de Rumigny. Il aura trois fils : Barthélemy, évêque de Beauvais de 1162 à juin 1175, Nicolas et Guillaume.